# Hmotnostní zlomek
Hmotnostní zlomek je jedním z možných vyjádření složení směsi. Je dán podílem hmotnosti dané složky a celkové hmotnosti směsi. Označuje se písmenem w.

## Definice
Hmotnostní zlomek složky i ve směsi je definován následujícím vztahem, kde {\displaystyle m_{i}} je hmotnost dané složky a {\displaystyle m} je hmotnost celé směsi:
{\displaystyle w_{i}={\frac {m_{i}}{m}}}

## Vlastnosti
Součtem hmotnostních zlomků všech složek ve směsi dostaneme 1:
{\displaystyle \sum _{i=1}^{n}w_{i}=1}
Hodnota hmotnostního zlomku se tedy musí pohybovat v intervalu {\displaystyle \langle 0;1\rangle }. Hmotnostní zlomek je bezrozměrná veličina, v některých případech se po vynásobení stem používá ve formě hmotnostních procent.

## Příklad

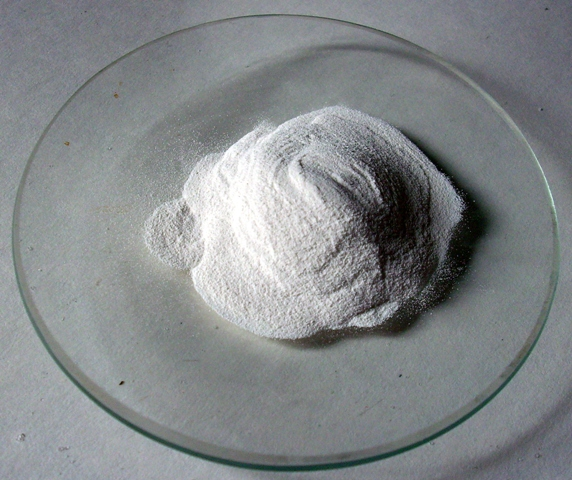
Oxid hlinitý

Jedním z možných využití hmotnostního zlomku je určení hmotnostního zastoupení určitého prvku v chemické sloučenině. Například hmotnostní zlomek hliníku v chemicky čistém oxidu hlinitém dostaneme pomocí následujícího výpočtu:
{\displaystyle w_{Al}={\frac {m_{Al}}{m_{Al_{2}O_{3}}}}={\frac {n_{Al}*M_{Al}}{n_{Al_{2}O_{3}}*M_{Al_{2}O_{3}}}}}
Hmotnost hliníku i celé sloučeniny je zde vyjádřena součinem látkového množství a molární hmotnosti. Ze sumárního vzorce oxidu hlinitého víme, že např. oxid hlinitý o látkovém množství 1 mol obsahuje 2 moly atomů hliníku. Látková množství nahradíme tímto poměrem. Pokud za molární hmotnost hliníku dosadíme zaokrouhlenou hodnotu 27 g/mol a za molární hmotnost oxidu hlinitého 102 g/mol, můžeme dopočítat příslušný hmotnostní zlomek.
{\displaystyle w_{Al}={\frac {2M_{Al}}{M_{Al_{2}O_{3}}}}={\frac {2*27}{102}}\doteq 0.5294}
Hmotnostní zlomek hliníku v oxidu hlinitém je přibližně 0,5294, tedy 52,94 %.